# برای اینکه من گفتم (فیلم)
برای اینکه من گفتم یا چون من گفتم (به انگلیسی: Because I Said So) فیلمی محصول سال ۲۰۰۷ و به کارگردانی مایکل لمان است. در این فیلم بازیگرانی همچون دایان کیتن، مندی مور، گابریل مکت، تام اورت اسکات، لورن گراهام، پایپر پرابو و استیون کالینز ایفای نقش کرده‌اند.